# Christian Martin (Politikwissenschaftler)
Christian W. Martin ist ein deutscher Politikwissenschaftler und Professor der Politikwissenschaft an der Christian-Albrechts-Universität zu Kiel (CAU).

## Leben
Martin nahm 1992 das Grundstudium der Allgemeinen und Vergleichenden Literaturwissenschaft an der Universität Konstanz auf, wechselte dann 1994 in den Studiengang der Diplom-Verwaltungswissenschaft. Er beendete sein Studium erfolgreich im Jahr 2000.
Im Anschluss war Martin als wissenschaftlicher Mitarbeiter am Lehrstuhl für International Politik der Universität Konstanz tätig und promovierte im Jahr 2002. Es folgten verschiedene Post-Doc-Tätigkeiten, 2004 erhielt er eine Stelle als Juniorprofessor für Politikwissenschaft am Department Sozialwissenschaften und am Centrum für Globalisierung und Governance der Universität Hamburg. Diese hatte er bis Mai 2011 inne. In dieser Zeit war Martin für mehrere Jahre an der Northwestern University in Illinois als Visiting Assistant Professor tätig. 
Im Juni 2011 folgte Martin einem Ruf an die CAU Kiel, an der er seither eine Professur der Politikwissenschaft innehat. Von 2016 bis 2021 war er Inhaber des Max Weber Visiting Chair für Deutsche und Europäische Studien an der New York University.
Sein Forschungsschwerpunkt liegt auf den Themen der Interdependenz und Politikdiffusion, den Globalisierungsprozessen sowie agentenbasierter Simulationsmodelle.

## Veröffentlichungen (Auswahl)
- Martin, Christian: Die doppelte Transformation. Demokratie und Außenwirtschaftsliberalisierung in Entwicklungsländern, Wiesbaden 2005.